# Jack Goody
Sir John (Jack) Rankine Goody (ur. 27 lipca 1919 - zm. 16 lipca 2015 w Cambridge) – brytyjski antropolog kulturowy, związany z Uniwersytetem w Cambridge. 
Studiował i uzyskał doktorat w St John’s College na Uniwersytecie Cambridge. Przez wiele następnych lat był członkiem i wykładowcą tego kolegium .
Zainteresowany antropologią jako nauką porównawczą poświęcał się studiom nad takimi zjawiskami jak piśmienność, rodzina, pokrewieństwo, a w ostatnim czasie pożywienie i kwiaty. Badania terenowe prowadził w Afryce, jednak to Eurazja, szczególnie Europa, stanowiła jego główny obszar zainteresowań.

## Poglądy
Goody uważał, że istnieją wyraźne powiązania między tworzeniem się mocarstw biurokratycznych a waloryzowaniem świata intelektu. Zauważył, że pismu „towarzyszy uściślanie pojęć przeciwstawności i rozwój form swoiście rozumianej logiki, w tym sylogizmu, jak również innych typów argumentacji i dowodzenia”.

## Książki
- 1956 The social organisation of the LoWiili
- 1962 Death, Property and the Ancestors: A Study of the Mortuary Customs of the LoDagaa of West Africa
- 1968 red., Literacy in Traditional Societies
- 1972 The Myth of the Bagre
- 1973 red., The Character of Kinship
- 1976 Production and Reproduction: A Comparative Study of the Domestic Domain
- 1977 The Domestication of the Savage Mind
- 1982 Cooking, Cuisine and Class: A Study in Comparative Sociology
- 1983 The Development of the Family and Marriage in Europe
- 1986 The Logic of Writing and the Organisation of Society
- 1987 The Interface Between the Written and the Oral
- 1990 The Oriental, the Ancient and the Primitive: Systems of Marriage and the Family in the Pre-Industrial Societies of Eurasia
- 1993 The Culture of Flowers
- 1995 The Expansive Moment: The Rise of Social Anthropology in Britain and Africa, 1918-1970
- 1996 The East in the West
- 1997 Representations and Contradictions: Ambivalence towards Images, Theatre, Fictions, Relics and Sexuality
- 1998 Food and Love: A Cultural History of East and West
- 2000 The European Family: An Historico-anthropological Essay
- 2000 The Power of the Written Tradition
- 2004 Islam in Europe
- 2004 Comparative Studies In Kinship
- 2004 Capitalism and Modernity: The Great Debate
- 2007 The Theft of History
- 2009 The Eurasian Miracle
- 2010 Myth, Ritual and the Oral
- 2010 Renaissances: The One or the Many?

## Publikacje po polsku
- Logika pisma a organizacja społeczeństwa, przekł., wstęp i red. Grzegorz Godlewski, Wydawnictwa Uniwersytetu Warszawskiego, 2006.
- Kapitalizm i nowoczesność: islam, Chiny, Indie a narodziny Zachodu, przekł. i wstęp Mariusz Turowski, Wydawnictwo Akademickie Dialog, 2006.
- Kradzież historii, tł. Jacek Dobrowolski, Wydawnictwo Naukowe PWN, 2009.
- Poskromienie myśli nieoswojonej, PIW 2011
- Mit, rytuał i oralność, Wydawnictwa Uniwersytetu Warszawskiego, 2012
- Człowiek, pismo, śmierć. Rozmowy z Pierrem Emmanuelem Dauzat, Wydawnictwa Uniwersytetu Warszawskiego, 2012
- Renesans Czy tylko jeden?, Czytelnik, 2012

Artykuły:
- Słowo Boga, [w:] Grzegorz Godlewski (red.), Antropologia słowa: Zagadnienia i wybór tekstów, Warszawa 2003
- (z: Ian Watt) Następstwa piśmienności, [w:] Grzegorz Godlewski (red.), Communicare 2: Almanach antropologiczny. Temat: Oralność/piśmienność, Warszawa 2007